# Single Collection +
『Single Collection +』（シングル・コレクション・プラス）は、前田亘輝のベスト・アルバム。2007年6月27日にSony Music Associated Recordsから発売された。

## 概要
ソロデビュー20周年を迎えた前田の約10年振りのアルバムはキャリア初のベスト・アルバム。
前半8曲をシングルサイド・9曲目「FEEL ME, TOUCH ME」から15曲目の新曲「キセキの風」迄をプラスサイドと表記。
「Merry Christmas To You」、「そばにいるよ」、「Always」、「恋ノウタ」及び、「Try Boy,Try Girl」、「君だけのTomorrow」のシングルバージョンは本作で初めてアルバムに収録された。
2ndアルバム『Feel Me』収録曲の「FEEL ME, TOUCH ME」と「I'm Gonna Star Again」の2曲は、本作用に新たにリミックスして収録されている。
「いいわけ?」は現在、5thアルバム『HARD PRESSED』に収録されていた時と同様に本作でも各配信サイトでのダウンロード配信及びサブスクリプション配信では本曲のみが配信されていない。
通常盤とDVD付初回生産限定盤の2形態で発売され、DVDには1988年～2002年に発売された楽曲のミュージック・ビデオ8曲収録。他に前田亘輝『Single Collection+』完全限定オリジナルグッズプレゼント応募ハガキ封入。
初回プレスの本作のブックレット記載歌詞に誤表記があることが判明、交換対応が行われた。

## 収録曲
| #         | タイトル                                 | 作詞          | 作曲          | 編曲             | 時間  |
| --------- | ---------------------------------------- | ------------- | ------------- | ---------------- | ----- |
| 1.        | 「D・A・M・E」                           | 前田亘輝      | 前田亘輝、UNI | M-Project        | 5:17  |
| 2.        | 「恋ノウタ」                             | 前田亘輝      | 本間昭光      | 中村太知         | 5:08  |
| 3.        | 「そばにいるよ」                         | 前田亘輝      | UNI           | UNI              | 4:33  |
| 4.        | 「君だけのTomorrow」                     | 前田亘輝、UNI | 前田亘輝、UNI | M-Project        | 4:20  |
| 5.        | 「Try Boy,Try Girl」                     | 前田亘輝      | UNI           | UNI              | 3:35  |
| 6.        | 「Merry Christmas To You」               | 前田亘輝      | UNI           | UNI              | 5:09  |
| 7.        | 「CHRISTMAS FOR YOU」                    | 前田亘輝      | 前田亘輝、UNI | M-Project        | 4:22  |
| 8.        | 「Always」                               | 前田亘輝      | 前田亘輝      | PIPELINE PROJECT | 4:50  |
| 9.        | 「FEEL ME, TOUCH ME (Brand New Mix)」    | 前田亘輝      | 稲葉浩志      | M-Project        | 4:07  |
| 10.       | 「I'm Gonna Star Again (Brand New Mix)」 | 前田亘輝      | 織田哲郎      | M-Project        | 4:00  |
| 11.       | 「フォローマン」                         | 前田亘輝      | 織田哲郎      | M-Project        | 3:22  |
| 12.       | 「一期一会」                             | 前田亘輝      | 前田亘輝      | M-Project        | 3:47  |
| 13.       | 「もう歳だ」                             | 前田亘輝      | 多々納好夫    | M-Project        | 3:40  |
| 14.       | 「いいわけ?」                            | 前田亘輝      | 増崎孝司      | M-Project        | 6:03  |
| 15.       | 「キセキの風」                           | 前田亘輝      | 本間昭光      | 中村太知         | 4:00  |
| 合計時間: | 合計時間:                                | 合計時間:     | 合計時間:     | 合計時間:        | 66:13 |

| #  | タイトル                                | 作詞          | 作曲          | 編曲             |
| -- | --------------------------------------- | ------------- | ------------- | ---------------- |
| 1. | 「LOVE FOR MONEY」(Music Video)         | 前田亘輝      | 織田哲郎      | M-Project        |
| 2. | 「SMASH」(Music Video)                  | 前田亘輝      | 前田亘輝      | M-Project        |
| 3. | 「D・A・M・E」(Music Video)             | 前田亘輝      | 前田亘輝、UNI | M-Project        |
| 4. | 「Merry Christmas To You」(Music Video) | 前田亘輝      | UNI           | UNI              |
| 5. | 「CHRISTMAS FOR YOU」(Music Video)      | 前田亘輝      | 前田亘輝、UNI | M-Project        |
| 6. | 「そばにいるよ」(Music Video)           | 前田亘輝      | UNI           | UNI              |
| 7. | 「君だけのTomorrow」(Music Video)       | 前田亘輝、UNI | 前田亘輝、UNI | M-Project        |
| 8. | 「Always」(Music Video)                 | 前田亘輝      | 前田亘輝      | PIPELINE PROJECT |

## 参加ミュージシャン
- 青山純 - ドラム (#3.5)
- 江口信夫 - ドラム (#1)
- 樋口宗孝 (LOUDNESS) - ドラム (#9.10.12.13)
- 岡本郭男 - ドラム (#4)
- マット・ソーラム - ドラム (#14)
- 佐野康夫 - ドラム (#15)
- 大堀薫 - ベース (#1.9.10.13)
- 寺沢功一 - ベース (#12)
- 松原秀樹 - ベース (#3.6)
- 渡辺直樹 - ベース (#4)
- KEISUKE TERASAWA - ベース (#5)
- ダフ・マッケイガン - ベース (#14)
- 織田哲郎 - ギター (#11)
- 中村太知 - ギター、ベース (#2.15)
- 春畑道哉 (TUBE) - ギター (#1.3.6.7)
- 増崎孝司 (DIMENSION) - ギター (#1)
- 松川敏也 - ギター (#5.13)
- 松本孝弘 (B'z) - ギター (#9.10)
- 徳武弘文 - ギター (#4)
- 中島正雄 - ギター (#12)
- 鈴木英俊 - ギター (#13)
- ティム・ピアース - ギター (#14)
- John Lowery - ギターソロ、スクラッチ (#14)
- 小野塚晃 (DIMENSION) - キーボード (#1.3.6.7.13)
- 小島良喜 - キーボード (#9.10.12)
- 増田隆宣 - キーボード (#9)
- 池田大介 - キーボード (#4.5)
- RYO WATABE - キーボード (#9)
- ジェフリー・CJ・バンストン - キーボード (#14)
- 本間昭光 - ピアノ、その他楽器打ち込み (#15)
- 飯田高広 - シンセサイザー (#2.15)
- 榊文彦 - シンセサイザー (#8)
- 勝田一樹 (DIMENSION) - サックス (#5)
- 妹尾隆一郎 - ハーモニカ (#11)
- 稲葉浩志 (B'z) - コーラス (#9.10)
- 宇徳敬子 - コーラス (#8)
- 大黒摩季 - コーラス (#5)
- 牧穂エミ - コーラス (#3.6.7)
- 山本千絵 - コーラス (#3.6.7)
- 高島信二 - コーラス (#8)
- 前田亘輝 - コーラス (#1.4.8.12.13.14)